# Тесноглидек, Рудольф
Рудольф Тесноглидек (чеш. Rudolf Těsnohlídek; 7 июня 1882[…], Часлав, Цислейтания[…] — 12 января 1928[…], Брно[…]) — чешский прозаик и поэт, редактор газеты «Лидове новины».

## Биографические сведения
Тесноглидек родился в Австро-Венгрии, в городке Часлав (сейчас находится в Среднечешском крае Чехии) в бедной крестьянской семье. Окончил гимназию в городе Градец-Кралове, после чего поступил в Пражский университет, но не закончил обучение. Примерно в то же время Тесноглидек подружился с чешским журналистом, общественным деятелем, и одним из пропагандистов движения анархистов в Австро-Венгрии Станиславом К. Нейманом. Под его влиянием Тесноглидек тоже начинает симпатизировать этой политической философии.
Рудольф Тесноглидек дебютировал в качестве писателя в 1901 году, когда под псевдонимом Арношт Беллис (чеш. Arnošt Bellis) опубликовал в журнале города Брно своё стихотворение. В 1905 году писатель женился на своей знакомой Йиндре Копецке (чеш. Jindra Kopecká), но их брак длился всего лишь два месяца: по неизвестным до сих пор причинам молодая жена совершила самоубийство. В 1907 году Тесноглидек переехал в Брно, где начиная с 1908 года и до самой смерти он трудился в газете «Лидове новины». В его жизнь начали происходить изменения к лучшему: были опубликованы несколько сборников рассказов и стихов, получившие популярность, писатель женился во второй раз, у него родился сын. В 1920 году Тесноглидек закончил работу над одним из самых известных своих произведений — графической новеллой (комиксом) «Лиса-плутовка» (Тесноглидек написал текст к рисункам чешского художника Станислава Лолека), в этом же году новелла была напечатана в «Лидове новины», а в 1923 году чешский композитор Леош Яначек создал основанную на ней оперу «Приключения лисички-плутовки».
В последние годы жизни Тесноглидек написал ещё несколько произведений, в том числе книгу о Деменовских пещерах Словакии, красотой которых он восхищался, а также сборник депрессивных стихов «День». 12 января 1928 года Рудольф Тесноглидек застрелился.

## Наиболее известные произведения
Сборники стихов
- День / Den (1923)
- Разбитый стол / Rozbitý stůl (вышел посмертно в 1935 году)

Проза
- Двое среди других / Dva mezi ostatními (1906) — сборник рассказов.
- Цветы в инее / Květy v jíní (1908) — сборник рассказов.
- романы «Посейдон» (Poseidon), «История Потехленцев» (Poťóchlencovi příběhové) и «Колония Кутейсик» (Kolonia Kutejsík), объединённые общими темами (1916—1922).
- Лиса-плутовка / Liška Bystrouška (1920)
- Demänová (1926) — книга о Деменовских пещерах, находящихся в Словакии (см.Деменовская пещера Свободы, Деменовская ледяная пещера).
- Золотой день / Zlaté dni (1926) — книга для детей.

### Публикации на русском языке
На русском языке издавалась лишь графическая новелла Тесноглидека «Лиса-плутовка» (в 1972 году в издательстве «Художественная литература», Москва и в 1983 году в пражском издательстве «Лидове накладательстви»). На русский язык это произведение перевела Валентина Аркадьевна Мартемьянова, известная переводчица произведений чешских авторов.